# Cité Auguste-Chabrières
Pour les articles homonymes, voir Chabrières.
La cité Auguste-Chabrières est une voie du 15e arrondissement de Paris, en France.

## Situation et accès
C'est une voie privée située dans le 15e arrondissement de Paris, débutant au 22, rue Auguste-Chabrières et se terminant en impasse.

## Origine du nom

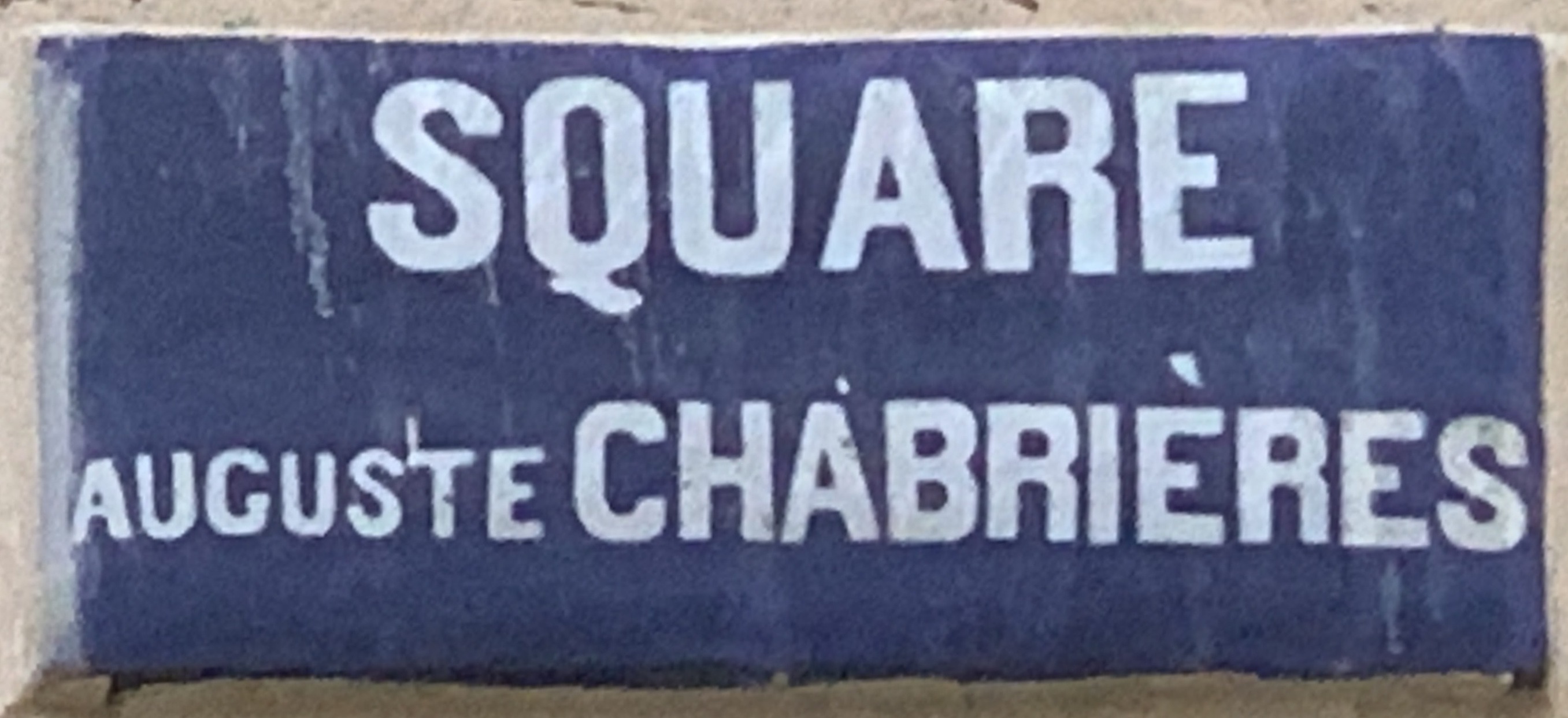
Plaque de la voie.

La cité Auguste-Chabrières doit son nom à Auguste Chabrières (1854-1904), industriel, à cause de sa proximité avec la rue éponyme.

## Historique
Cette voie a été créée sous son nom actuel en 1913.